# Pristimantis yuruaniensis
Pristimantis yuruaniensis es una especie de anfibios de la familia Craugastoridae.

## Distribución geográfica y hábitat
Es endémica del tepuy Yuruaní (Venezuela). Su rango altitudinal oscila alrededor de 2300 m s. n. m..